# Akrokorint
Akrokorint (grčki: Ακροκόρινθος), "Gornji Korint", je bio akropola drevnog Korinta, odnosno stijena koja se nalazila iznad grada Korint u Grčkoj. Akrokorint je bio naseljen kontinuirano od arhajskog razdoblja pa sve do početka 19. stoljeća. Zbog geomorfologije bio je lako branjiv, te strateški ključna točka za obranu grada i regije. U Bizantskom Carstvu je dodatno utvrđen, te postao sjedište strategosa teme Grčke. Tri godine se je u njoj branio Leo Sgouros od križara. Kasnije je postao uporište franačkih vitezova tijekom četvrtog križarskog rata, a potom mlečana i osmanskog carstva. Akrokorint je imao pouzdane izvore vode, te je njegova tvrđava često korištena kao posljednja linija obrane južne Grčke, s obzirom na to da je dominirala Korintskom prevlakom, te tako sprječavala napadače sa sjevera da prodru na poluotok Peloponez. Brdo je bilo okruženo s tri linije bedema. Najviši vrh brda je postao hram božice Afrodite, a kasnije u crkvu, da bi na kraju postao džamija. 